# Conchoprimo

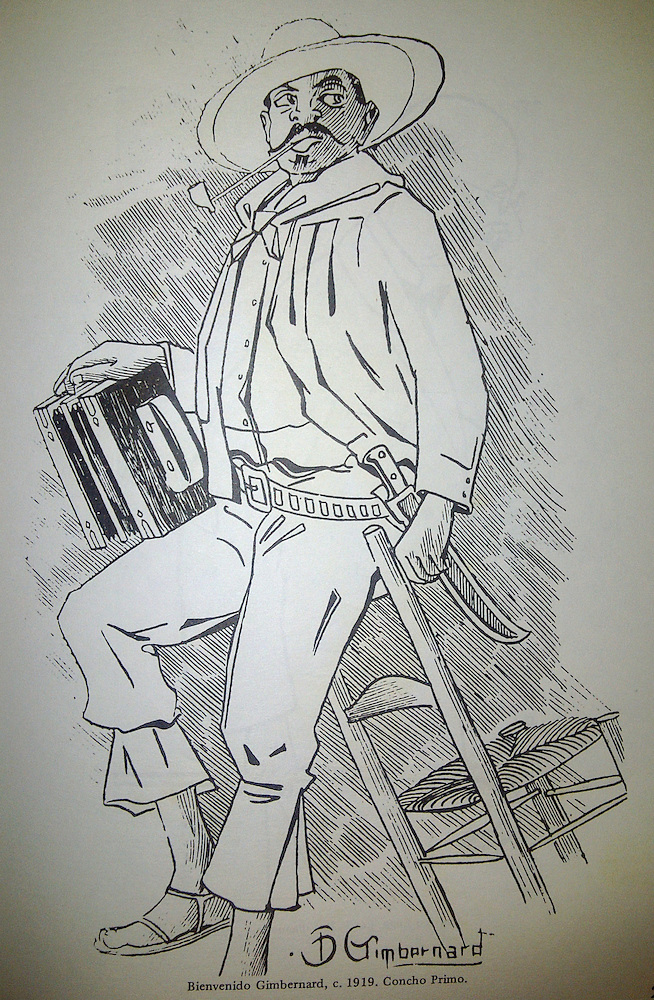
Concho Primo, ilustración de Bienvenido Gimbernard, c. 1919.

Concho Primo fue una forma genérica de nombrar a los caciques rurales que participaron en las guerras civiles ocurridas en la historia dominicana, especialmente entre los años 1865 y 1916, es decir, entre el fin de la Guerra de la Restauración y la primera intervención estadounidense en Santo Domingo. Este periodo de la historia dominicana se caracterizó por la continua inestabilidad política, desorden social, golpes de Estado, problemas económicos, corrupción, guerras civiles y revoluciones montoneras, donde era común ver a estos jefes campesinos armados.
A principios del siglo XX, este estereotipo del "caudillo campesino alzado" fue utilizado por la prensa de la época para personificar a la nación dominicana en diversas situaciones, especialmente en caricaturas políticas.

## Marco histórico
El fenómeno del caudillismo
Desde su origen en 1844, el caudillismo ha sido un elemento importante de la cultura política dominicana. No obstante, se intensificó tras el final de la Guerra de la Restauración (1863-1865). Durante dicha guerra, se crearon delegaciones regionales dirigidas por figuras militares cuya función era organizar la resistencia contra la anexión. El gobierno asignaba a estos caudillos recursos del presupuesto nacional, y a los situados en zonas fronterizas se les cedía el control de los impuestos aduaneros, lo que les permitía obtener préstamos de comerciantes locales para financiar sus ejércitos privados, compuestos generalmente por campesinos.
El Estado dominicano presentaba en esa época una marcada debilidad institucional. Al concluir la guerra, el aparato político quedó dominado por numerosos caudillos, que comenzaron a enfrentarse entre sí por el control del país. Si un gobierno les retiraba recursos o perjudicaba sus intereses, estos se sublevaban. Tras derrocar a un gobierno, solían apoyar al sucesor que mejor representara sus intereses. La misma lógica se aplicaba a quienes habían sido leales al régimen anterior.
Entre 1865 y 1879, la República Dominicana vivió más de 50 alzamientos armados y tuvo 21 gobiernos, producto de la inestabilidad política generada por el caudillismo.
El campesinado y el caudillismo
La población rural se adhería masivamente a los caudillos por dos razones principales: en primer lugar, por el deseo de movilidad social y la posibilidad de resolver necesidades básicas. Alistarse en las revueltas ofrecía al campesino cierto nivel de inmunidad, acceso a botines, oportunidades de ascenso militar y mayor estatus social en un entorno marcado por la inseguridad. En segundo lugar, pudo influir un componente subjetivo relacionado con la conciencia heroica típica de las sociedades premodernas.

## En la cultura
Iconografía

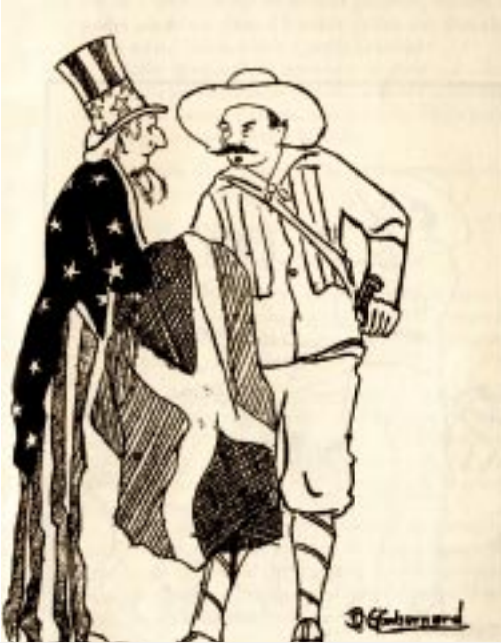
El Tío Sam devolviéndole la bandera dominicana a Concho Primo en 1924, año de la desocupación.
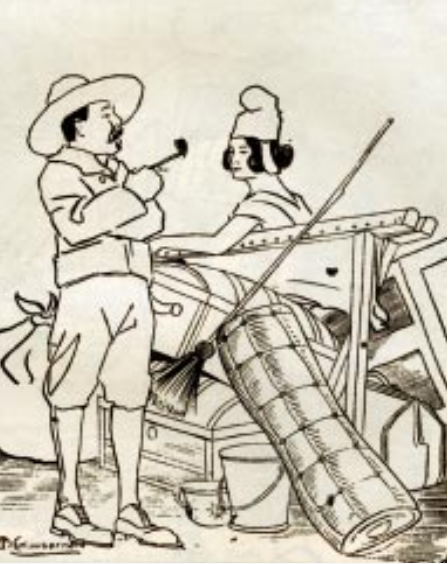
Concho Primo y la República regresando en 1924, año de la desocupación.
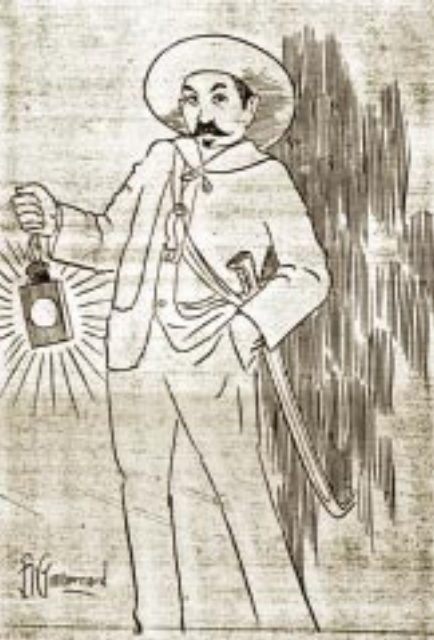
Concho Primo con la linterna de Diógenes.
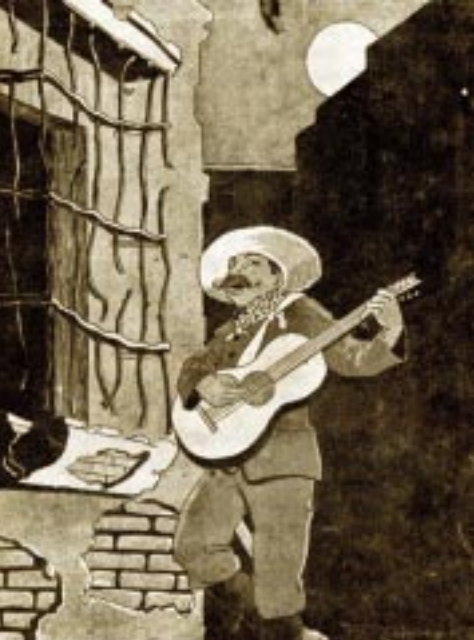
Concho Primo y la canción de moda, 1921.
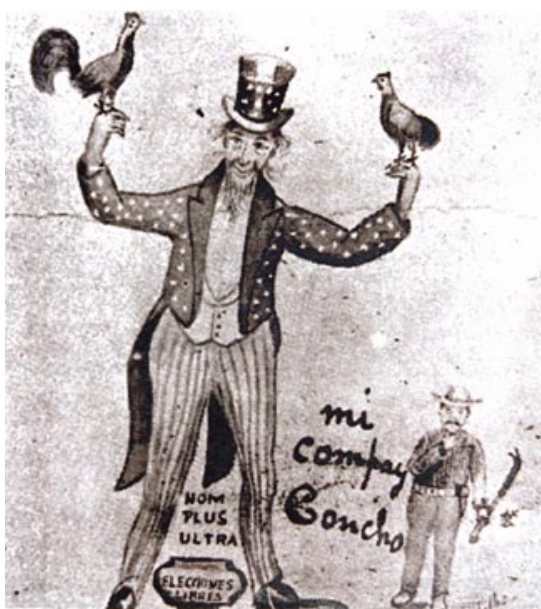
Concho Primo y el Tío Sam.
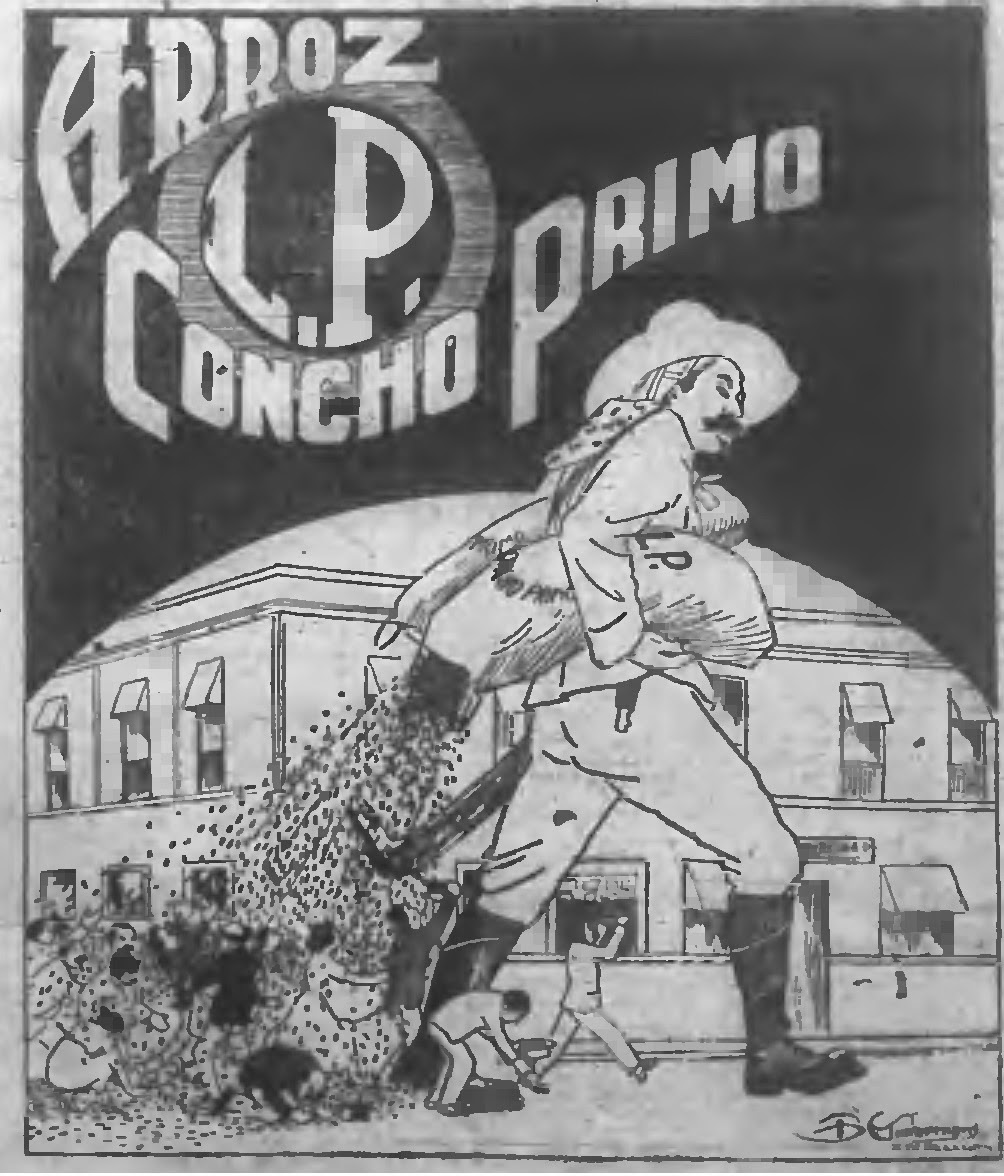
Concho Primo en una ilustración promocional de una marca de arroz, sacos en mano. Elaborada por Bienvenido Gimbernard (Listín Diario, 27 de marzo de 1923).

Lugares
Libros
En poesía
A Concho Primo

| Bajo tu potro es un juguete el llano, bajo tu potro tan dominicano que le sirve de espuela la corneta y vuela más que la guinea inquieta que en las plumas se pinta municiones para robarle el blanco a la escopeta. Mucho más que penetras y perduras cuando desgranas tus aventuras ante el espanto de la llanera que puso al cuello de los soldados el amuleto como trinchera. ¡Qué bien recuerdo tu apretón lejano: un corazón se te volvió la mano! Se me quedó tu azúcar en la hiel, como a los negros cuando cortan cañas que se les queda en el machete, miel. |

| Y se agiganta mucho más tu historia en la alcancía de mi memoria, loro de los refranes, triunfo de las mujeres, cuando volando las cabalgaduras, eran sobre las lomas y las llanuras un tiroteo los amaneceres. Hoy lo que rueda, vale Concho, es rueda; asoma la vitrina en las vitrinas de los ojazos de las campesinas, y bajo la sotana o la moneda su flor a la santica se le queda. Mira una cruz cómo se pierde al vuelo: enredada en la hélice se va la carretera por el cielo. Mas hoy, compadre Concho, también se ve tu llano —míralo en el bolsillo del norteamericano— |

Manuel del Cabral